# Myrosław Siczynski
Myrosław Siczynski, wzgl. czasem Jan Andrzej Mirosław Siczyński, ukr. Мирослав Миколайович Січинський (ur. 11 października 1887 w Czernichowcach, zm. 16 marca 1979 w Westland) – ukraiński student Uniwersytetu Lwowskiego, członek Ukraińskiej Partii Socjal-Demokratycznej, zamachowiec.

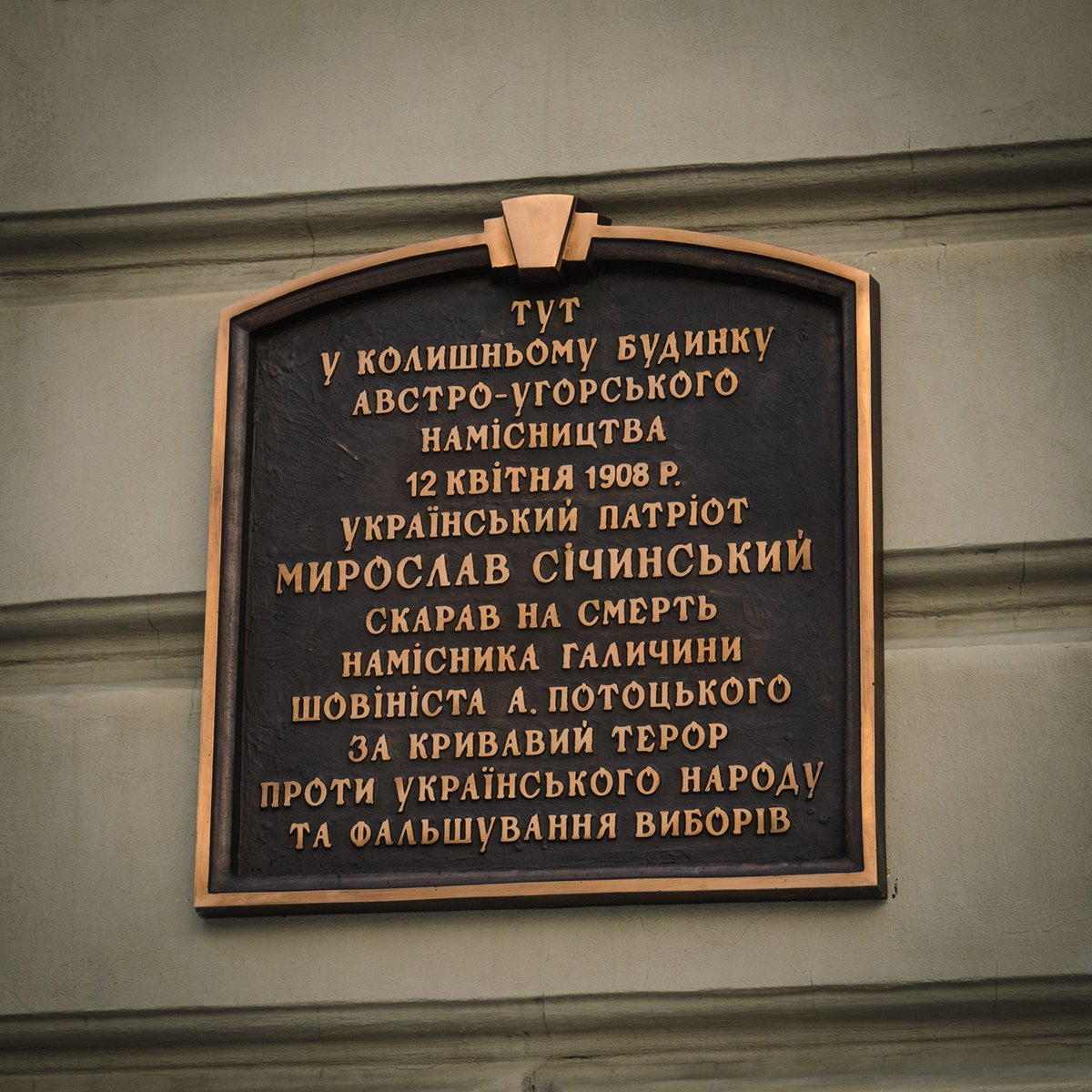
Tablica upamiętniająca z 2014

## Życiorys
Urodził się jako najmłodsze z 14 dzieci greckokatolickiego księdza, proboszcza i posła na Sejm Krajowy Galicji, Mykoły Siczynskiego i Ołeny. Był szwagrem Jewhena Łewyckiego, posła do Reichsratu Przedlitawii (parlamentu austriackiego) w Wiedniu.
Uczył się w gimnazjum w Stanisławowie. Podczas nauki szkolnej brał udział w życiu politycznym, prowadził odczyty. W 1904 brał udział w ukraińskiej manifestacji pod Namiestnictwem, wówczas został aresztowany i skazany na karę grzywny w wymiarze 25 koron. Został wtedy wydalony z gimnazjum, dzięki wstawiennictwu namiestnika został dopuszczony do zdawania matury. W 1905 ukończył ukraińskie gimnazjum w Przemyślu. Wstąpił na Uniwersytet Wiedeński, następnie podjął studia na Wydziale Filozoficznym Uniwersytetu Lwowskiego. Brał udział w życiu politycznym, m.in. miał odczyty w Akademickiej Hromadzie. Zwolennik Ukraińskiej Partii Socjal-Demokratycznej, jednocześnie przejawiał poglądy anarchistyczne, z tego względu został określony jako typ „radykała ruskiego”. Brał udział w zajściach na uniwersytecie i był aresztowany.
W Niedzielę Palmową 12 kwietnia 1908 we Lwowie, podczas audiencji w pałacu namiestnikowskim, zastrzelił z pistoletu namiestnika Galicji Andrzeja Potockiego. Został aresztowany przez koncepistę policji Dionizego Bihuna i przesłuchiwany przez komisarza Franciszka Stankiewicza. Został skazany na karę śmierci. Wyrok został złagodzony przez cesarza Franciszka Józefa I do 20 lat więzienia. W nocy 9 na 10 listopada 1911 Siczynski zbiegł z więzienia męskiego w Stanisławowie. Udał się do Szwecji, a następnie w 1914 do USA, gdzie później prowadził działalność polityczną, zajmując stanowisko filosowieckie. Trzykrotnie odwiedzał Ukraińską SRR, zarówno w latach 30. (Połtawa), jak i 60. XX wieku (Lwów).
25 czerwca 2013 rada obwodu lwowskiego przyjęła uchwałę o upamiętnieniu czynu Mirosława Siczyńskiego, określonego jako bohaterski. 29 stycznia 2014 na ścianie gmachu tejże rady odsłonięto tablicę upamiętniającą zamordowanie Andrzeja Potockiego przez M. Siczynskiego, a w treści inskrypcji zawarto m.in. słowa o „ukaraniu śmiercią szowinistycznego gubernatora Galicji za krwawy terror wobec narodu ukraińskiego”.